# Relatywna granica ubóstwa
Relatywna granica ubóstwa − kwota równa 50% średnich miesięcznych wydatków gospodarstw domowych.